# Крузино I Соммарипа

Негропонт на карте Южной Греции

Крузино I Соммарипа (итал. Crusino I Sommaripa; ок. 1400 — 1462) — триарх центральной части Эвбеи (с 1426), сеньор Парос (с 1414) и Андроса (с 1440). Сын Марии Санудо (ум. 1426) и Гаспаре Соммарипа.

## Биография
В 1414 году Крузино I Соммарипа получил от матери острова Парос, на котором находились залежи мрамора, и расположенный рядом Антипарос. После её смерти в 1426 году получил владения в Эвбее, которые она унаследовала от своего единоутробного брата Никколо III далле Карчери.
После смерти Андреа Цено (1437) Крузино I Соммарипа стал претендовать на остров Андрос, который в 1383 году отобрал у Марии Санудо герцог Наксоса Франческо I Криспо.
В 1440 году по решению Венецианского суда Андрос был ему возвращён. Однако он отказался вернуть Венеции Парос, который его мать в 1389 году получила в компенсацию за Андрос. Причиной отказа стали те самые залежи мрамора, которые он начал разрабатывать, и проводимые им археологические раскопки.
Его права на Андрос в 1453 году оспорила Петронилла — дочь Андреа Цено. Тяжба продолжалась до 1462 года, когда Крузино I Соммарипа заплатил Петронилле Цено компенсацию в размере 5 тысяч дукатов.

## Семья
Сын — Никколо Соммарипа, триарх Эвбеи до 1470 года, когда остров был завоёван турками.